# Henning Kößler

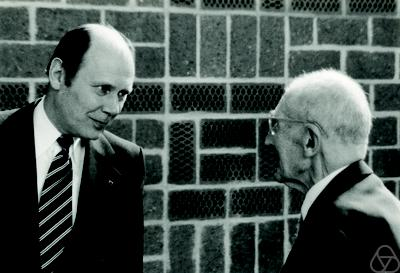
Henning Kößler (links) beim Colloquium zum 90. Geburtstag von Otto Haupt im Jahre 1977

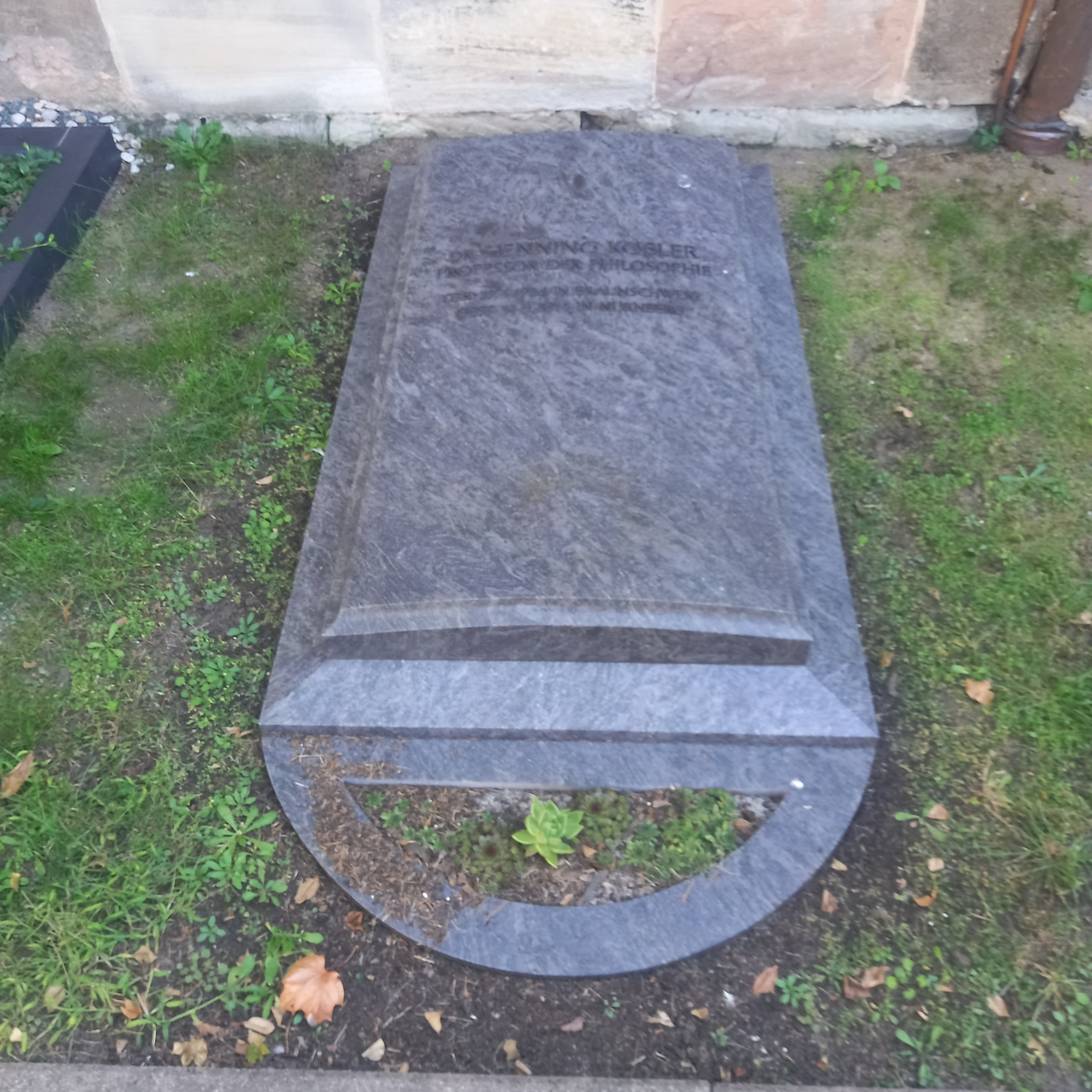
Das Grab von Henning Kößler auf dem Neustädter Friedhof in Erlangen

Henning Kößler (* 27. April 1926 in Braunschweig; † 14. März 2014 in Nürnberg) war ein deutscher Philosoph und Hochschullehrer.

## Bildungsweg und Karriere
Henning Kößler studierte von 1946 bis 1952 Philosophie, Germanistik und evangelische Theologie an der Universität Göttingen. 1954 wurde er dort mit der Dissertation Problematik und Schicksal der Schillerschen Freiheitsidee promoviert. Als wissenschaftlicher Assistent von Wilhelm Kamlah war er von 1954 bis 1964 am philosophischen Seminar der Universität Erlangen tätig. Nach der Habilitation mit einer Arbeit über die Anfänge der Geschichtsphilosophie wurde Kößler 1964 zum außerordentlichen, 1969 zum ordentlichen Professor der Philosophie an die Pädagogische Hochschule Nürnberg berufen. Nach deren Eingliederung in die Friedrich-Alexander-Universität Erlangen-Nürnberg war Kößler von 1972 bis 1976 Dekan der Erziehungswissenschaftlichen Fakultät und von 1976 bis 1982 Vizepräsident der Universität. In den Jahren von 1972 bis 1976 hatte er zudem als Vizepräsident der Westdeutschen Rektorenkonferenz fungiert. Die Emeritierung erfolgte 1994.

## Wirken
In Forschung und Lehre befasste sich Kößler insbesondere mit anthropologischen und sprachphilosophischen Aspekten und hat eine Reihe von Publikationen dazu veröffentlicht. Seine letzte große Arbeit war ein Werk zur Moralphilosophie. Über sein engeres Arbeitsfeld hinaus bekannt wurde er durch eine in der Diskussion bis heute immer wieder (meist um den letzten Halbsatz gekürzt) zitierte Definition von Bildung:

„Bildung ist der Erwerb eines Systems moralisch erwünschter Einstellungen durch die Vermittlung und Aneignung von Wissen derart, dass Menschen im Bezugssystem ihrer geschichtlich-gesellschaftlichen Welt wählend, wertend und stellungnehmend ihren Standort definieren, Persönlichkeitsprofil bekommen und Lebens- und Handlungsorientierung gewinnen. Man kann stattdessen auch sagen, Bildung bewirke Identität und hat damit den Zusammenhang vor Augen, den das Thema »Bildung und Identität« herstellen will.“

Im Zusammenhang mit seinem Bildungskonzept wies Kößler nachdrücklich auf die Bedeutung der Geistes- und Sozialwissenschaften hin und hinterfragte bei einem 1983 vor der Westdeutschen Rektorenkonferenz gehaltenen Vortrag die vorgeblich zur "Ausbildungsfabrik" mutierte universitäre Bildungsstätte:

„Sie lehrt Soziolinguistik und Kommunikationstheorie, aber was vermittelt sie von der Gelöstheit Goethescher Naturlyrik? Sie lehrt die Rotverschiebung der Galaxien im Spektrum und die Hubble-Konstante, aber was ist mit der Herausforderung, die die moderne Kosmologie für das Selbstverständnis des Menschen darstellt?“

## Werke (Auswahl)
- 250 Jahre Friedrich-Alexander-Universität Erlangen-Nürnberg. Hrsg. von Henning Kößler (=Erlanger Forschungen Sonderreihe, Band 4). Erlangen 1993, ISBN 978-3-922135-91-3.
- Selbstbefangenheit – Identität – Bildung. Beiträge zur praktischen Anthropologie. Mit einem Nachwort von Eckard König. Weinheim 1997, ISBN 978-3-89271-721-8.
- Die Überwindung der Selbstbefangenheit. Eine Religionsanthropologie (=Religionswissenschaftliche Texte und Studien, Band 10). Hildesheim / Zürich / New York 2001, ISBN 978-3-487-11420-0.
- Moral und Ethik.Die Moralphilosophie eines ungläubigen Christen (=Philosophische Texte und Studien, Band 102). Hildesheim / Zürich / New York 2009, ISBN 978-3-487-14207-4.

## Ehrungen
- Bundesverdienstkreuz erster Klasse (1982)
- Bayerischer Verdienstorden (1994)